# Villers-Cotterêts
Villers-Cotterêts er en fransk kommune i departementet Aisne i Picardie-regionen i det nordlige Frankrig. Kommunen har 10.376(2022) indbyggere og strækker sig over et areal på 41,71 km².
Villers-Cotterêts var i 2007 startsted for den 4. etape af Tour de France.

## Kendte personer fra Villers-Cotterêts
- Alexandre Dumas, fransk verdenskendt forfatter.